# Меречинень (Бузеу)
Меречинень, Меречинені (рум. Mărăcineni) — село у повіті Бузеу в Румунії. Адміністративний центр комуни Меречинень.
Село розташоване на відстані 99 км на північний схід від Бухареста, 3 км на північ від Бузеу, 99 км на захід від Галаца, 107 км на південний схід від Брашова.

## Населення
За даними перепису населення 2002 року у селі проживали 2538 осіб.
Національний склад населення села:
| Національність | Кількість осіб | Відсоток |
| -------------- | -------------- | -------- |
| румуни         | 2529           | 99,6%    |
| цигани         | 9              | 0,4%     |

Рідною мовою назвали:
| Мова      | Кількість осіб | Відсоток |
| --------- | -------------- | -------- |
| румунська | 2532           | 99,8%    |
| циганська | 6              | 0,2%     |